# Christian Arfwidsson
Christian Arfwidsson, född 1717 i Marstrand, död 1799 i Göteborg, var en svensk köpman. 

## Biografi
Omkring år 1740 grundade Arfwidsson, efter utländska studieresor, en köpmansfirma i Göteborg. Genom att utnyttja det allt ymnigare bohuslänska sillfisket växte företaget till en för tiden betydande storlek. Omkring 1780 var firman, nu under namnet Arfwidsson & söner, den ojämförligt främsta bland de ända upp mot ett femtiotal firmor som sysslade med trankokning och saltning, rökning och inläggning av sill. Den har betecknats som staden förnämsta handelshus vid 1700-talets slut. 
Under de nordamerikanska koloniernas frihetskamp, då Arfwidsson uppehöll goda förbindelser med båda parter, gjorde firman goda affärer, dock med ganska skrupelfria metoder. Den nya krigstiden, som började med 1790-talet, då Englands övermakt på haven blev alltmer obestridd, var mindre gynnsam för Arwidsson, vars franska förbindelser var övervägande. När Arfwidsson avled 1799, var affärsställningen helt undergrävd, och boet gick till urarva konkurs, det vill säga att släktingarna avstod från arvet för att slippa ansvaret och råka i personlig skuld.
Arfwidsson blev medlem av Göteborgs handelssocietet och 1751 bisittare i dess styrelse. Han var även kommerseråd och från 1795 ledamot av generaldiskontkontoret.